# Camille Pin
Camille Pin (Nice, 25 Agosto de 1981) é uma ex-tenista profissional francesa, aposentada em 2010. Sua melhor posição no ranking da WTA foi nº 61, em 8 de janeiro de 2007. Camille namorou com o também tenista francês Arnaud Clément.

## Carreira
Camille tornou-se profissional em 1999, mas o auge de sua carreira foram as temporadas de 2006 e 2007.
No início do ano de 2006 Camille ainda ocupava uma posição abaixo do top 100 da WTA, participou do Aberto da Austrália onde foi eliminada logo na segunda rodada
pela experiente tenista Serena Williams. Ainda em 2006 Camille participou de 3 finais em torneios ITF, levando um dos títulos em Lexington, Kentucky.
Depois de algumas outras participações em eventos oficiais da WTA, Camille se classificou para o principal evento de Indian Wells, onde foi eliminada na segunda rodada.
A eliminação na segunda rodada do Aberto da Australia foi sua melhor posição em Grand Slams deste ano, sendo derrotada na primeira rodada dos outros torneios que participou.
Em 2007, no Aberto da Austrália Camille Pin esteve a 2 pontos de ganhar avançar para a segunda rodada jogando contra Maria Sharapova, mas sua adversária mais experiente
conseguiu uma excelente recuperação e derrotou Camille com parciais de 6-3, 4-6, 9-7.
Em 28 de Maio de 2010 Camille anunciou que estava se retirando do circuito profissional do tênis.

## Títulos (10)
| Legenda                    |
| Tier I (0)                 |
| Tier II (0)                |
| Tier III (0)               |
| Tier IV (0)                |
| Título de Grand Slam (0)   |
| Torneio Oficial da WTA (0) |
| Circuito ITF (10)          |

### Simples (8)
| No. | Data          | Torneio                          | Quadra         | Oponente na Final | Resultado     |
| 1.  | Fev. 27, 2000 | ITF/Vilamoura, Portugal          | Dura           | Marina Samoilenko | 6–0, 6–2      |
| 2.  | Out. 20, 2002 | ITF/Joué-lès-Tours, França       | Dura / coberta | Mara Santangelo   | 2–6, 6–3, 6–0 |
| 3.  | Out. 27, 2002 | ITF/Saint Raphael, França        | Dura / coberta | Séverine Brémond  | 6–4, 7–5      |
| 4.  | Out. 26, 2003 | ITF/Saint Raphael, França        | Dura / coberta | Maret Ani         | 6–2, 6–2      |
| 5.  | Ago. 1, 2004  | ITF/Lexington, Estados Unidos    | Dura           | Mi-Ra Jeon        | 7–5, 6–3      |
| 6.  | Abr. 10, 2005 | ITF/College Park, Estados Unidos | Dura           | Ashley Harkleroad | 2–6, 6–2, 6–3 |
| 7.  | Jul. 30, 2006 | ITF/Lexington, Estados Unidos    | Dura           | Abigail Spears    | 7–5, 7–5      |
| 8.  | Mar. 9, 2008  | ITF/Las Vegas, Estados Unidos    | Dura           | Asia Muhammed     | 6–4, 6–1      |

### Duplas (2)
| Nº | Data               | Torneio        | Parceira     | Quadra | Adversárias da final                    | Resultado      |
| 1. | 26 de Janeiro 1998 | Dinan, França  | Aurelie Vedy | saibro | Tathiana Garbin Oana-Elena Golimbioschi | W/O            |
| 2. | 7 de Setembro 1998 | Zadar, Croácia | Ivana Visic  | saibro | Libuse Prusova Anna Bielen-Zarska       | 7-6(3), 7-6(4) |

## Resultados em Grand Slams (Simples)
| Torneio             | 2001 | 2002 | 2003 | 2004 | 2005 | 2006 | 2007 | 2008 | 2009 |
| ------------------- | ---- | ---- | ---- | ---- | ---- | ---- | ---- | ---- | ---- |
| Aberto da Austrália | LQ   | LQ   | 1R   | 2R   | 1R   | 2R   | 1R   | 2R   | 1R   |
| Roland Garros       | 1R   | 1R   | 1R   | 1R   | 1R   | 1R   | 1R   | 1R   | 1R   |
| Wimbledon           | LQ   | LQ   | LQ   | LQ   | LQ   | 1R   | 1R   | 1R   | LQ   |
| U.S. Open           | LQ   | LQ   | LQ   | 1R   | 1R   | 1R   | 2R   | 1R   | 1R   |